# 長岡省吾

長岡省吾

長岡 省吾（ながおか しょうご、1901年8月11日 - 1973年2月1日）は広島平和記念資料館の設立者、初代館長。

## 来歴
ハワイ移民の子として生まれる。幼年に帰国し、父の故郷である広島県佐伯郡玖波村（現：大竹市）に住む。その後、修道中学校に通い16歳で中国のハルビンに渡る。ハルビンで地質学や鉱物学を学び1940年（昭和15年）に帰国。
帰国後は尼崎に住んだ。一方父は多忙な日々でほとんど家にいなかったという。
1944年（昭和19年）に故郷へと戻り広島文理科大学（広島大学の前身の一つ）で鉱石学の授業嘱託を受ける。当時(戦争末期)、実家には大勢の親戚が疎開に来ており多くの家族と寝食を共にしていた。
1945年（昭和20年）8月6日の広島市への原子爆弾投下の際は、大学の研究室の教員や学生と共に山口県で地質調査をしていた。翌日に被害を知って出張を切り上げて玖波町の自宅へ戻り、8月8日に大学へ向かうため広島市に入った。大学は建物は残っていたものの、内部は全焼し、収集した岩石標本や調査の道具は失われていた。その後、焼け跡から石、瓦、溶けたガラス瓶、トタン、レンガなど様々な資料を収集。入市被爆の影響からか、高熱や下痢の症状に見舞われることもあった。9月14日、学術研究会議に「原子爆弾災害調査研究特別委員会」が設置された際、物理学化学地学科会の地学班に参加し、広島と長崎で調査を行った。委員会の調査終了後も爆発点・爆心地の特定に尽力した。
1948年（昭和23年）、被爆資料の収集・調査を行う専門職として広島市に採用される。個人で収集した資料も広島市に提供し、1949年（昭和24年）9月25日には広島市中央公民館の一室に「原爆参考資料陳列室」を開設し、翌1950年（昭和25年）8月6日に原爆記念館を開館した。1955年（昭和30年）8月24日の広島平和記念資料館開館に当たって初代館長となり、1962年（昭和37年）1月まで務めた。1967年（昭和42年）、広島平和記念資料館展示協議会委員となり、医学的資料の充実や展示環境の整備を提案した。